# Bioanalýza
Bioanalýza je odvětví analytické chemie zabývající se kvantitativním stanovováním xenobiotik (léčiv a jejich metabolitů a biomolekul na nepřirozených místech či v nepřirozených koncentracích) a biotik (makromolekul, bílkovin, nukleových kyselin a metabolitů těchto látek) v biologických systémech.

## Moderní bioanalytická chemie
Mnoho vědeckých prací závisí na přesné analýze léčiv a látek z vnějšího prostředí v biologických vzorcích; hlavní využití má bioanalýza ve farmaceutickém průmyslu, kde je třeba zjišťovat množství aktivních léčiv a/nebo jejich metabolitů při zkoumání farmakokinetiky, toxikokinetiky, bioekvivalence a vztahů mezi dávkou a účinkem. Bioanalýza se také používá ve forenzních vědách, dopingových testech ve sportu a při zkoumání látek v životním prostředí.
Bioanalýza byla původně chápána jako stanovování malých molekul; stále častěji se však používají biofarmaka, jako jsou bílkoviny a peptidy, a to mnohdy na léčbu stejných nemocí, na které se původně používaly malé molekuly. Tyto velké biomolekuly vyžadují nové analytické postupy.

## Historie
První studie měřící obsah léčiv v tělních tekutinách byly zaměřeny na odhalování možných předávkování.
Původně byly používány nespecifické metody, kterými nebylo možné odlišit léčivo od jeho metabolitů; například kyselina acetylsalicylová (objevená kolem roku 1900) a sulfonamidová antibiotika (vyvinutá ve 30 letech 20. století) se stanovovaly pomocí kolorimetrických metod a antibiotika pomocí míry inhibice růstu bakterií. Ve 30 letech 20. století nastal rozvoj farmakokinetiky, a tak bylo potřeba vytvořit více specifické postupy.
Moderní léčiva jsou účinnější, což vyžaduje citlivější bioanalytická zařízení, aby bylo možné přesně a spolehlivě stanovovat i nízké koncentrace těchto léčiv. Toho bylo dosaženo pokrokem v technologiích a analytických metodách.

## Bioanalytické metody
K metodám často používaným při bioanalýze patří:
- Kapalinová chromatografie s hmotnostní spektrometrií (LC-MS)
  - LC–DAD (kapalinová chromatografie s diodovou detekcí)
- Plynová chromatografie s hmotnostní spektrometrií (GC-MS)
- Kapilární elektroforéza s hmotnostní spektrometrií (CE-MS)

- Vysokoúčinná kapalinová chromatografie (HPLC)
  - Ultraúčinná kapalinová chromatografie (UPLC)
- Plynová chromatografie (GC)
- Superkritická chromatografie
- Elektroforéza

- Interferometrie duální polarizace
- ELISA
- Hmotnostní spektrometrie
- Spektroskopie nukleární magnetické rezonance

Nejčastější jsou kapalinová chromatografie s tandemovou hmotnostní spektrometrií (LC–MS/MS) u malých molekul a ELISA u makromolekul.

## Příprava vzorku a extrakce
Bioanalýza se zabývá složitými biologickými vzorky obsahujícími jak analyt, tak i řadu sloučenin, které mohou zkreslovat výsledky analýzy. Existuje tak mnoho technik extrakce analytů z matric. Patří k nim například:
- Srážení bílkovin
- Extrakce z kapaliny do kapaliny
- Extrakce v pevné fázi

Bioanalytické laboratoře často zkoumají, například při klinických vyšetřeních, velké množství vzorků. Obvykle tak využívají automatizované metody přípravy vzorků.